# 제25회 일본 참의원 의원 통상선거
제25회 일본 참의원의원 통상선거(일본어: 第25回参議院議員通常選挙)는 2019년 7월 28일 일본의 참의원 절반이 임기가 만료함에 따라 2019년 7월 4일에 공시하고 7월 21일 실시된 참의원의원 통상선거이다.

## 개요
레이와 연호 개원 이후 처음으로 실시된 전국 단위 선거이다. 2019년 6월 26일에 열린 임시 각의(국무회의)에서 선거 일정이 확정되었다.
2018년 7월 18일의 공직선거법 개정으로 의석 수가 증가하여 지난 2013년 제23회 참의원의원 통상선거에서 선출된 121석의 선출의석에 3석(사이타마현 선거구 1석, 비례대표 2석)을 더하여 124석을 선출하였다.
직전 2016년 제24회 참의원의원 통상선거 때 신설된 도쿠시마현·고치현 선거구, 돗토리현·시마네현 선거구에서 아직 실시되지 않은 2013년 선출의석분이 이번 선거에서 선출되어 선거구 정수를 완전히 채우게 된다.
비례대표 선거에 있어 이전 선거까지는 전원 자유명부식 비례대표제를 채택하여 각 정당별 후보 명부에서 많은 득표를 한 후보자 순으로 당선 순위를 결정했으나, 이번 선거부터는 정당이 일부 후보자에 대한 당선 순위를 미리 지정할 수 있도록 하는 구속명부제를 도입하여 두 제도가 혼합되었다. 이 경우 구속명부의 후보자는 자유명부의 후보자보다 우선하여 당선된다. 구속명부제는 후보자 개인이 표를 받는 것이 아니기 때문에, 구속명부의 후보자는 선거운동에 참여할 수 없다. 만약 비례대표 투표용지에 구속명부의 후보자가 기입된 경우, 그 후보가 소속된 정당에 투표한 것으로 간주한다.

## 선거 정보

### 내각
- 제4차 아베 신조 개조 내각 (제98대 내각)

### 공시일
- 2019년 7월 4일

### 투·개표일
- 2019년 7월 21일

### 유권자 수, 투표율

#### 유권자 수
- 105,886,063명 (만 18세 이상의 일본 국민)

#### 투표율
- 48.8% (직전 제24회 통상선거 대비 5.9 pp 감소)
  - 투표율이 50% 미만인 것은 중의원의원 선거를 포함한 역대 전국 단위 선거에서 최저 투표율 기록인 1995년 제17회 참의원의원 선거의 44.52% 이후 24년 만의 일이다.[3]

#### 기일전 투표 (사전 투표)
- 기일전 투표자 수 : 17,062,771명 (전체 유권자의 16.01%, 직전 제24회 통상선거 대비 약 108만 명 증가, 참의원의원 선거 역대 최다)[4]

#### 10대 투표율
- 31.33% (직전 제24회 통상선거 대비 15.45 pp 감소)
  - 10대 투표율은 만 18, 19세의 선거권이 처음으로 인정된 직전 2016년 제24회 참의원의원 선거에서 46.78%를 기록한 이래, 2017년 제48회 중의원의원 선거에서는 40.49%로 하락, 이번 참의원의원 선거에서는 31.33%로 급락해 40%대 마저 무너지며 전체 평균에 한참 못 미치게 됐다.[5]
  - 연령별로는 만 18세가 34.68% (직전 제24회 통상선거 대비 16.6 pp 감소), 만 19세가 28.05% (직전 제24회 통상선거 대비 14.25 pp 감소)였다.[6][7]

### 선거 홍보 대사
- 가미시라이시 모카
- 사사키 구라노스케

총무성은 지난 참의원의원 선거부터 선거권 연령이 만 18세로 낮춰짐에 따라 이번 선거에서도 자녀의 투표를 독려하는 캠페인을 전개하였다. 따라서 아역 배우인 가미시라이시 모카와 50대 배우인 사사키 구라노스케를 선거 홍보 대사로 선거 포스터 등에 기용하였다.
또한, 이와는 별개로 각 도도부현 선거관리위원회에서는 그 지역 출신의 배우, 가수 등을 홍보 대사로 기용하여 포스터나 TV 광고를 만들어 방송하였다.

### 캐치프레이즈
- 생각하는 계기 (考えるきっかけ。)
- 자신의 일, 가족의 일, 일본의 일 (自分のこと、家族のこと、日本のこと。)

### 선거 제도

#### 선출 의원 수
- 총 124명 (지역구 74명, 비례대표 50명)

#### 의원 정수
공직선거법 개정으로 의원 정수가 사이타마현 선거구 1명, 비례대표 2명이 증가하였다.
- 지역구
  - 소선거구제 : 총 32개 선거구, 32명 선출
  - 중선거구제 : 총 13개 선거구, 41명 선출

- 비례대표
  - 자유명부식 비례대표제 (일부 구속명부식 도입) : 전국 단위 선거구로 50명 선출

### 출마 후보자 수
| 정당 및 정치단체 | 정당 및 정치단체                 | 후보자수 | 후보자수 | 후보자수      | 선출 의석수 | 비선출 의원수 | 선거전 의석 | 당선자수 |
| 정당 및 정치단체 | 정당 및 정치단체                 | 총합     | 지역구   | 비례 (특정구) | 선출 의석수 | 비선출 의원수 | 선거전 의석 | 당선자수 |
| ---------------- | -------------------------------- | -------- | -------- | ------------- | ----------- | ------------- | ----------- | -------- |
|                  | 일본공산당                       | 40       | 14       | 26 (0)        | 8           | 6             | 14          | 7        |
|                  | 자유민주당                       | 82       | 49       | 33 (2)        | 68          | 56            | 124         | 53       |
|                  | 올리브나무                       | 10       | 6        | 4 (0)         | 0           | 0             | 0           | 0        |
|                  | 사회민주당                       | 7        | 3        | 4 (0)         | 1           | 1             | 2           | 1        |
|                  | 공명당                           | 24       | 7        | 17 (0)        | 11          | 14            | 25          | 14       |
|                  | 국민민주당                       | 28       | 14       | 14 (0)        | 8           | 15            | 23          | 6        |
|                  | 일본유신회                       | 22       | 8        | 14 (0)        | 7           | 6             | 13          | 10       |
|                  | 행복실현당                       | 12       | 9        | 3 (0)         | 0           | 0             | 0           | 0        |
|                  | 입헌민주당                       | 42       | 20       | 22 (0)        | 9           | 15            | 24          | 17       |
|                  | 노동 해방을 목표로 하는 노동자당 | 10       | 6        | 4 (1)         | 0           | 0             | 0           | 0        |
|                  | NHK로부터 국민을 지키는 당       | 41       | 37       | 4 (0)         | 0           | 0             | 0           | 1        |
|                  | 안락사 제도를 생각하는 모임      | 10       | 9        | 1 (0)         | 0           | 0             | 0           | 0        |
|                  | 레이와 신센구미                  | 10       | 1        | 9 (2)         | 1           | 0             | 1           | 2        |
|                  | 일본무당파당                     | 1        | 1        | 0 (0)         | 0           | 0             | 0           | 0        |
|                  | 무소속                           | 31       | 31       | 0 (0)         | 4           | 8             | 12          | 9        |

## 주요 쟁점
- 소비세 인상(증세) 여부 (현행 8%에서 10%로 인상하는 정부 방안에 대한 논쟁)[9]
- 아베노믹스를 포함한 경제 정책의 방향성[10]
- 제9조를 비롯한 일본국 헌법 개정 여부[11][12]
- 자민, 공명 연립 여당과 일본유신회 등의 개헌 찬성 세력이 헌법 개정안을 발의할 수 있는 전체 의석의 3분의 2를 확보할 수 있는지 여부[13]
- 연금 제도, 노후 불안 문제를 포함한 사회 보장[11]
- 고용, 인력 부족, 임금 격차 문제 및 빈곤 문제[11]
- 미일 동맹의 강화, 후텐마 비행장의 헤노코 지역 이전 여부 등의 외교, 안보 사안[11]

## 주요 공약과 PR

### 각 정당의 캐치프레이즈
| 정당명                           | 캐치프레이즈 |
| -------------------------------- | --- |
| 자유민주당                       | 일본의 내일을 개척한다.                                                                                                |
| 공명당                           | 작은 목소리를 듣는 힘.                                                                                                 |
| 입헌민주당                       | #레이와 데모크라시 정직한 정치                                                                                         |
| 국민민주당                       | 가계제일 (家計第一) 만들자, 새로운 해답을.                                                                             |
| 일본공산당                       | 희망과 안심의 일본을                                                                                                   |
| 일본유신회                       | 만들어낼 새로운 일본의 모습                                                                                            |
| 사회민주당                       | "소셜 비전"의 실현으로 "지켜주는 사회"를.                                                                              |
| 레이와 신센구미                  | 로스제네를 포함한 모든 사람들의 삶을 향상시킵니다!                                                                     |
| 안락사 제도를 생각하는 모임      | 일본에서도 안락사 제도를                                                                                               |
| NHK로부터 국민을 지키는 당       | NHK 스크램블 방송의 실현을 목표로 합니다.                                                                              |
| 올리브 나무                      | 지금 일어선다 |
| 행복실현당                       | 사랑하니까 지키고 싶다                                                                                                 |
| 노동 해방을 목표로 하는 노동자당 | 군국주의 노선을 단호히 분쇄하자! "착취의 근절"과 "노동 해방"의 깃발을 높이 들자! 100만 표를 얻어 노동자 대표를 국회로! |
| 일본무당파당                     | 일본국 헌법 준수 |

### 각 정당의 공식(특별) 사이트
| 정당명                           | 사이트 |
| -------------------------------- | --- |
| 자유민주당                       | https://web.archive.org/web/20160622174431/https://special.jimin.jp/ |
| 공명당                           | https://www.komei.or.jp/campaign/sanin2019/ |
| 입헌민주당                       | https://special2019.cdp-japan.jp/ |
| 국민민주당                       | https://www.dpfp.or.jp/ |
| 일본공산당                       | https://www.jcp.or.jp/senkyo2019/ |
| 일본유신회                       | https://o-ishin.jp/sangiin2019/ |
| 사회민주당                       | https://web.archive.org/web/20070120201309/http://www5.sdp.or.jp/ |
| 레이와 신센구미                  | https://www.reiwa-shinsengumi.com/ 보관됨 2019-07-09 - 웨이백 머신 |
| 안락사 제도를 생각하는 모임      | http://honshitsu.org/ |
| NHK로부터 국민을 지키는 당       | https://web.archive.org/web/20190722075309/http://nhkkara.jp/ |
| 올리브 나무                      | https://oliveparty.jp/ 보관됨 2020-12-14 - 웨이백 머신 |
| 행복실현당                       | https://hr-party.jp/senkyo/2019sanin/ |
| 노동 해방을 목표로 하는 노동자당 | http://wpll-j.org/ |
| 일본무당파당                     | https://web.archive.org/web/20190705111727/https://jpip.jp/ |
| (무소속)                         | 제25회 참의원의원 통상선거 후보자·명부 신고 정당 등 정보 (총무성 공식 사이트) (각 "선거구 의원 선거" 사이트의 "후보자의 성명 및 당파별 목록"란에 후보자 웹사이트 등의 주소가 게재) |

## 각 정당, 정치 단체의 움직임

### 여당

#### 자유민주당, 공명당
- 연립 여당인 자유민주당과 공명당은 이번 참의원의원 선거에서도 협력을 이어가기로 했으며, 자유민주당 총재인 아베 신조 총리와 연립 파트너인 공명당의 야마구치 나쓰오 대표는 선거 승패 기준에 대해서 "비개선 의석인 70석을 포함한 과반수 123석을 연립 여당의 것으로 확보하고 싶다"며 "자민, 공명 양당을 합쳐 53석을 목표로 한다"고 설명했다.[15] 자민당은 모든 지역구에 후보를 공천, 총 49명의 후보를 냈고, 비례대표에도 33명(구속명부 2명)을 공천해 총 82명의 후보자를 공천했다. 공명당은 거의 대부분의 선거구에서 자민당의 후보를 공동 추천 또는 지원하며, 3명 이상의 의원을 선출하는 중선거구에서만 홋카이도, 지바현을 제외한 선거구에 7명을 공천했으며, 비례대표에는 17명을 공천하여 총 24명의 후보를 공천했다.

### 야당

#### 야권 단일 후보
- 입헌민주당, 국민민주당, 일본공산당, 사회민주당, 중의원의 회파 "사회 보장을 다시 세우는 국민회의"는 1명을 선출하는 32개의 소선거구에서 후보 단일화에 합의했다. 따라서 1인 선거구에서는 자유민주당이 공천하고 공명당이 지원하는 여권 후보와 야권 단일 후보 간의 1대 1 대결 구도가 만들어지게 되었다. 이것은 과거 2013년 제23회 통상선거에서 야권 후보가 분열되면서 1인 선거구에서 2승 29패로 참패한 것에 대한 자성의 일환으로 2016년 제24회 통상선거에서 야권 후보를 단일화한 결과 11승 21패로 그나마 선전한 만큼, 이번 선거에서도 단일화를 이어 가기로 한 것이다.[16] 야권 단일 후보는 입헌민주당 공천 7명, 국민민주당 공천 6명, 일본공산당 공천 1명, 야당 계열 무소속 후보 18명이다. 또 오키나와현 선거구에서는 위 4당 이외에 오키나와 사회대중당 등의 오키나와현 내 지역 정당의 지원도 있었다.

#### 구(舊) 민진당 계열 (입헌민주당, 국민민주당)
- 직전 제24회 통상선거에서 제1야당은 민진당이었고, 이번 선거는 리버럴계가 입헌민주당, 국민민주당으로 분열된 상태에서 치러지는 첫 참의원의원 선거였다. 입헌민주당은 지역구에 20명, 비례대표에 22명을 공천하여 총 42명을 공천했다. 국민민주당은 지역구와 비례대표에 각각 14명을 공천하여 총 28명을 공천했다. 두 당이 1인 선거구에서는 후보 단일화에 합의했지만, 2명 이상을 선출하는 중선거구에서는 입헌, 국민 양당의 후보가 모두 입후보했기 때문에 표 분열이 우려되는 상황이었다. 특히 2명을 선출하는 시즈오카현 선거구에서는 국민민주당의 현직 의원을 꺾기 위해 입헌민주당이 이른바 "자객 후보"를 공천하는 등 당선에 공을 들이자, 이에 자민당이 선거 이후를 내다보고 입헌민주당 후보의 당선을 막기 위해 국민민주당의 후보를 돕는 촌극이 벌어지기도 했다.[17]

#### 일본공산당
- 일본공산당은 지역구에 14명, 비례대표로 26명으로 총 40명을 공천했다. 또한 공산당이 야권 후보 단일화에 합의하면서, 지난 2016년 제24회 통상선거 때와 마찬가지로 1인 선거구에 공천하려던 후보의 대부분을 비례대표로 공천했다.

#### 사회민주당
- 사회민주당은 지역구에 3명, 비례대표에 4명으로 총 7명을 공천했다. 또한 이번 선거에서 개선(선출) 대상이었던 마타이치 세이지 당수는 질병을 이유로 불출마하였고,[18] 이 때문에 TV 토론 및 선거 유세에는 요시카와 하지메 간사장이 참가했다.
- 이번 선거에서 비례대표 득표율이 2% 이상 나오지 않으면 공직선거법 상 정당 요건을 상실하기 때문에 사실상 당의 존망을 건 선거였다.[19]

#### 일본유신회
- 일본유신회는 지지 기반인 오사카 이외에도 도쿄와 아이치 등의 선거구에도 후보를 공천, 지역구에 8명, 비례대표에 14명으로 총 22명을 공천했다. 아이치현 선거구에서는 가와무라 다카시 나고야 시장이 이끄는 아이치현의 지역 정당 "감세일본"과 공동으로 후보자를 추천하는 등 지역 정당과의 제휴도 있었다.[20][21]

### 기타

#### 후보를 공천한 정치 단체

##### 올리브 나무
- 올리브 나무는 지역구에 6명, 비례대표에 4명으로 총 10명을 공천했다.

##### 행복실현당
- 행복실현당은 지역구 9명, 비례대표 3명으로 총 12명을 공천했다.

##### 노동 해방을 목표로 하는 노동자당
- 노동 해방을 목표로 하는 노동자당은 지역구 6명, 비례대표 4명(구속명부 1명)으로 총 10명을 공천했다.

##### NHK로부터 국민을 지키는 당
- NHK로부터 국민을 지키는 당은 지역구 37명, 비례대표 4명으로 총 41명을 공천했다. 당의 세력과는 걸맞지 않는 다수의 지역구 후보 공천은 당선이나 당 세력 확장을 위한 것이 아니라 단순히 공직선거법 상 정당 요건인 "전국 단위 선거에서의 지역구 또는 비례대표 정당 득표율 2%"를 넘기기 위한 것으로 기존의 선거 전략을 뛰어넘은 것이었다.

##### 안락사 제도를 생각하는 모임
- 안락사 제도를 생각하는 모임은 지역구 9명, 비례대표 1명으로 총 10명을 공천했다.

##### 레이와 신센구미
- 레이와 신센구미는 지역구 1명, 비례대표 9명(구속명부 2명)으로 총 10명을 공천했다.

##### 일본무당파당
- 일본무당파당은 비례대표에는 후보자를 공천하지 않고, 도쿄도 선거구에 당대표인 오쓰카 기쿠오가 출마했다.

#### 후보를 공천하지 않은 정치 단체

##### 희망의 당
- 희망의 당은 이번 참의원의원 선거에 후보를 공천하지 않았다. 이에 따라 희망의 당은 공직선거법 상 정당 요건을 잃게 되지만,[22] 이미 선거 공시 이전인 2019년 6월 5일에 고나 구니코 참의원의원이 탈당함에 따라 공직선거법 상 또 다른 정당 요건 중 하나인 "중참 양원 국회의원 의석 수 5석 이상"의 요건이 맞지 않게 되면서 정당 요건을 상실했다.[23]

##### 신당대지
- 직전 제24회 통상선거 비례대표에서 스즈키 무네오 대표 스스로 공천 출마한 신당대지는 스즈키 대표가 당을 떠나 일본유신회 비례대표 공천을 받아 출마하면서, 따로 후보를 공천하지 않기로 했다.

### 1인 선거구의 상황
이번 선거에서 1명을 선출하는 소선거구, 즉 1인 선거구에서는 자유민주당이 공천하고 공명당이 지원하는 여권 후보와 입헌민주당, 국민민주당, 일본공산당, 사회민주당의 야권 단일 후보 외에 행복실현당이나 NHK로부터 국민을 지키는 당 등 많은 소수 정당 후보가 입후보했다. 직전 제24회 통상선거에서 이들 소수 정당 중 하나인 행복실현당의 후보들은 비록 당선에는 실패했지만, 그 후보가 받은 득표가 1인 선거구의 당선자와 차점자 간의 표수 격차 이상이었던 곳도 많아 여야 후보자의 당락을 가르기도 한 만큼, 이들 소수 정당의 후보들도 세간의 관심을 받았다.

## 여론조사
선거 전 각 언론에서 발표한 정당별 추정 당선자수 예측은 다음과 같다.
| 조사일                  | 조사 기관               | 신문 논제 |            | 개헌 세력 | 개헌 세력 | 개헌 세력  |           |            | 통일 야당  | 통일 야당  | 통일 야당  |           | 기타            | 기타  | 기타   | 출처                        |
| 조사일                  | 조사 기관               | 신문 논제 |            | 여당      |           |            |           |            |            |            |            |           |                 |       |        | 출처                        |
| 조사일                  | 조사 기관               | 신문 논제 | 자유민주당 | 공명당    | 합계      | 일본유신회 | 합계      | 입헌민주당 | 국민민주당 | 일본공산당 | 사회민주당 | 소계      | 레이와 신센구미 | 기타  | 무소속 | 출처                        |
| ----------------------- | ----------------------- | --- | ---------- | --------- | --------- | ---------- | --------- | ---------- | ---------- | ---------- | ---------- | --------- | --------------- | ----- | ------ | --------------------------- |
| 조사일                  | 조사 기관               | 신문 논제 |            |           |           |            |           |            |            |            |            |           |                 |       |        | 출처                        |
| 2019년 7월 21일         | 선거 결과 :             | 선거 결과 : | 57석       | 14석      | 71석      | 10석       | 81석      | 17석       | 6석        | 7석        | 1석        | 31석      | 2석             | 1석   | 9석    |                             |
| 2019년 7월 19일         | FNN                     | 여당 63석 웃돌 전망 | 59석       | 14석      | 73석      | -          | -         | 20석       | -          | -          | 1석        | -         | 1석             | -     | -      | [ 25 ]                      |
| 2019년 7월 16일         | 아사히 신문             | 이와테・야마가타, 자민당 후보와 야당 후보가 경합 | -          | -         | -         | -          | -         | -          | -          | -          | -          | -         | -               | -     | -      | [ 26 ]                      |
| 2019년 7월 16일         | 산케이 신문 ・FNN       | 여당 당선자 과반수 형세 유지 (산케이 신문) 여당 당선 의석 과반이 넘는 기세 (후지 뉴스 네트워크) | 60석       | 13석      | 73석      | 7석        | 80석      | 23석       | 5석        | 8석        | 1석        | 37석      | 0석             | 0석   | 7석    | [ 27 ] [ 28 ]               |
| 2019년 7월 14–16일      | 교도 통신사             | 자민/공명, 선거 의석수 과반 확보세 (교도 통신사, 주니치 신문) 개헌세력 2/3 확보는 미묘함 (교도 통신사, 홋카이도 신문) 개헌세력 2/3 확보 흔들려 (도쿄 신문) 자민/공명, 선거 의석수 과반 확보 (홋카이도 신문) | 55–68석    | 10–15석   | 65–83석   | 7–10석     | 72–93석   | 17–24석    | 3–7석      | 5–13석     | 0–2석      | 25–44석   | 0–2석           | 0–2석 | 2–9석  | [ 29 ] [ 30 ] [ 31 ] [ 32 ] |
| 2019년 7월 14일         | 지지 통신사             | 개헌세력, 2/3할 흔들려 여당, 선거 의석 과반수 확보 | 58석       | 14석      | 72석      | 8석        | 80석      | 18석       | 7석        | 8석        | 1석        | 34석      | 1석             | -     | -      | [ 33 ]                      |
| 2019년 7월 12-14일      | 요미우리 신문 ・NNN     | 여당, 과반수 기세 (요미우리 신문) 여당, 선거 의석의 과반수 넘어 (NNN) | 60석       | 11석 이상 | 71석 이상 | 7석        | 78석 이상 | 20석       | 8석 이하   | 8석        | 0–1석      | 37석 이하 | 1석             | -     | -      | [ 34 ] [ 35 ]               |
| 2019년 7월 6-7일        | JNN                     | 여당 과반수 확보 전망 | 55–65석    | 14석      | 69–79석   | 7석        | 76–86석   | 20석       | 4석        | 8석        | 1석        | 33석      | -               | -     | -      | [ 36 ]                      |
| 2019년 7월 6-7일        | 산케이 신문 ・FNN       | 개헌선 2/3할 흔들려 (산케이 신문) 자민/공명 의석 과반수 전망 (FNN) | 59석       | 13석      | 72석      | 7석        | 79석      | 24석       | 5석        | 8석        | 0석        | 37석      | 0석             | 0석   | 8석    | [ 37 ] [ 38 ]               |
| 2019년 7월 5일          | 산케이 신문             | 여당 선서 의석 과반 확보 개헌 세력 유지 여부 | -          | -         | -         | -          | -         | -          | -          | -          | -          | -         | -               | -     | -      | [ 39 ]                      |
| 2019년 7월 4-5일        | 아사히 신문             | 자민/공명, 선거 의석 과반수 예상 | 59석       | 14석      | 73석      | 8석        | 81석      | 21석       | 5석        | 9석        | 1석        | 36석      | 1석             | 0석   | 6석    | [ 40 ]                      |
| 2019년 7월 4-5일        | 교도 통신사             | 자민당, 비례대표 의석 역사상 최대 (니혼케이자이 신문) 자민/공명, 선거 의석 과반수 확보 (도쿄 신문) 야당 침체 (주니치 신문)                                                                                  | 65석       | 14석      | 79석      | 9석        | 88석      | 20석       | 5석        | 8석        | 1석        | 34석      | 0석             | 0석   | 2석    | [ 41 ] [ 42 ] [ 43 ]        |
| 2019년 7월 4-5일        | 마이니치 신문           | 자민당 개헌선, 2/3석 전망 여당 선거 의석 과반 확보 | -          | -         | -         | -          | -         | -          | -          | -          | -          | -         | -               | -     | -      | [ 44 ]                      |
| 2019년 7월 4-5일        | 요미우리 신문           | 자민당이 우위 | -          | -         | -         | -          | -         | -          | -          | -          | -          | -         | -               | -     | -      | [ 45 ]                      |
| 선출 의원수 :           | 선출 의원수 :           | 선출 의원수 : | 67석       | 11석      | 78석      | 7석        | 85석      | 9석        | 8석        | 8석        | 1석        | 27석      | 1석             | 1석   | 3석    |                             |
| 비선거 의원수 :         | 비선거 의원수 :         | 비선거 의원수 : | 56석       | 14석      | 70석      | 6석        | 76석      | 15석       | 15석       | 6석        | 1석        | 37석      | 0석             | 0석   | 8석    |                             |
| 선거 공시 직전 의원수 : | 선거 공시 직전 의원수 : | 선거 공시 직전 의원수 : | 123석      | 25석      | 148석     | 13석       | 161석     | 24석       | 23석       | 14석       | 2석        | 64석      | 1석             | 1석   | 11석   |                             |

## 출구조사
7월 21일 오후 8시, 투표 종료와 함께 공영방송 NHK 및 5대 민영방송 네트워크(NNN, JNN, FNN, ANN, TXN)가 일제히 자체 출구조사 결과를 발표하였다.
| 방송사    | 자민       | 입헌       | 국민    | 공명       | 공산     | 유신      | 사민    | 레이와  | NHK당   | 무소속   |            | 여당 (자민+공명) | 개헌 세력 (자민+공명+유신) |
| --------- | ---------- | ---------- | ------- | ---------- | -------- | --------- | ------- | ------- | ------- | -------- | ---------- | ---------------- | -------------------------- |
| NHK       | 55–63      | 16–22      | 5–7     | 12–14      | 5–8      | 8–11      | 1       | 1–3     | 0–1     | 6–9      | 67–77      | 76–88            |                            |
| NNN       | 59 (52–66) | 18 (15–24) | 5 (4–7) | 14 (12–14) | 7 (4–12) | 10 (6–13) | 1 (0–1) | 3 (2–4) | 3 (2–4) | 7 (1–11) | 73 (64–80) | 83 (70–93)       |                            |
| JNN       | 58         | 19         | 5       | 14         | 8        | 9         | 1       | 10      | 10      | 10       | 72         | 81               |                            |
| FNN       | 57         | 20         | 5       | 13         | 8        | 9         | 3       | 3       | 3       | 9        | 70         | 79               |                            |
| ANN       | 60         | 20         | 5       | 14         | 7        | 9         | 1       | 2       | 0       | 6        | 74         | 83               |                            |
| TXN       | 57         | 20         | 5       | 13         | 8        | 9         | 1       | 2       | 2       | 9        | 70         | 79               |                            |
| 실제 결과 | 57         | 17         | 6       | 14         | 7        | 10        | 1       | 2       | 1       | 9        | 71         | 81               |                            |

## 선거 결과

### 개요
정당별 비례대표 득표율
정당별 획득 의석 비율
| 정당               | 정당                       | 지역구      | 지역구 | 지역구    | 비례대표    | 비례대표 | 비례대표 | 의석             | 의석        | 의석      | 의석 | 의석 |  |
| 정당               | 정당                       | 득표수      | %      | 의석      | 득표수      | %        | 의석     | 선거 직전 의원수 | 비개선 의석 | 개선 의석 | 합계 | +/-  |  |
| ------------------ | -------------------------- | ----------- | ------ | --------- | ----------- | -------- | -------- | ---------------- | ----------- | --------- | ---- | ---- |  |
|                    | 자유민주당                 | 20,030,330  | 39.77% | 38        | 17,711,862  | 35.37%   | 19       | 122              | 56          | 57        | 113  | 9    |  |
|                    | 입헌민주당                 | 7,951,430   | 15.79% | 9         | 7,917,719   | 15.81%   | 8        | 24               | 15          | 17        | 32   | 8    |  |
|                    | 공명당                     | 3,913,359   | 7.77%  | 7         | 6,536,336   | 13.05%   | 7        | 25               | 14          | 14        | 28   | 3    |  |
|                    | 일본유신회                 | 3,664,530   | 7.28%  | 5         | 4,907,844   | 9.80%    | 5        | 13               | 6           | 10        | 16   | 3    |  |
|                    | 일본공산당                 | 3,710,768   | 7.37%  | 3         | 4,483,411   | 8.95%    | 4        | 14               | 6           | 7         | 13   | 1    |  |
|                    | 국민민주당                 | 3,256,859   | 6.47%  | 3         | 3,481,053   | 6.95%    | 3        | 23               | 15          | 6         | 21   | 2    |  |
|                    | 레이와 신센구미            | 214,438     | 0.43%  | 0         | 2,280,764   | 4.55%    | 2        | 1                | 0           | 2         | 2    | 1    |  |
|                    | 사회민주당                 | 191,820     | 0.38%  | 0         | 1,046,011   | 2.09%    | 1        | 2                | 1           | 1         | 2    | 보합 |  |
|                    | NHK로부터 국민을 지키는 당 | 1,521,344   | 3.02%  | 0         | 987,885     | 1.97%    | 1        | 0                | 0           | 1         | 1    | 1    |  |
|                    | 기타                       | 573,250     | 1.14%  | 0         | 719,281     | 1.44%    | 0        | 0                | 0           | 0         | 0    | 보합 |  |
|                    | 무소속                     | 5,335,641   | 10.59% | 9         |             |          |          |                  | 8           | 9         | 17   |      |  |
|                    |                            |             |        |           |             |          |          |                  |             |           |      |      |  |
| 유효표             | 유효표                     | 50,363,771  | –      |           | 50,072,199  | –        |          |                  |             |           |      |      |  |
| 기권/무효          | 기권/무효                  | 1,308,151   |        | 1,394,498 |             |          |          |                  |             |           |      |      |  |
| 합계               | 합계                       | 51,671,922  | 100    | 74        | 51,666,697  | 100      | 50       | 242              | 121         | 124       | 245  | +3   |  |
| 등록 유권자/투표율 | 등록 유권자/투표율         | 105,886,064 | 48.80  |           | 105,886,064 | 48.79    |          |                  |             |           |      |      |  |

### 여당
자유민주당, 공명당의 연립 여당은 개선(선출)한 124석의 과반수인 63석을 뛰어넘는 71석을 획득했지만 이번 개선 대상이었던 77석에서는 6석이 줄어들었다. 비개선(비선출) 의석을 포함한 참의원 전체로는 자민, 공명 연립 여당을 포함해 개헌에 찬성하는 일본유신회와 일부 무소속 의원을 포함한 이른바 "개헌 세력"의 비개선 의석은 79석이므로 개헌이 가능한 전체 의석의 3분의 2인 164석을 확보하기 위해서는 이번 선거에서 85석 이상을 얻어야 했으나, 81석을 얻는데 그치면서 3분의 2 확보에 실패했다. 이에 아베 신조 자유민주당 총재는 국민민주당의 일부 개헌 찬성 세력 등의 협력을 얻어 조기에 개헌을 추진하겠다고 밝혔다. 다만 연립 여당인 공명당의 경우 개헌 자체에 부정적인 인사들도 많아 임기내 실제 개헌이 이뤄지긴 상당히 어려울 것으로 보인다.
자유민주당
- 지역구 38석, 비례대표 19석으로 총 57석을 획득했지만, 이번 개선 대상 의석인 66석에는 이르지 못했다. 또 자민당은 직전 제24회 통상선거 이후 히라노 다쓰오가 입당함에 따라 1989년 이후 27년만에 참의원 단독 과반수를 확보했었으나, 이번 선거에서 이를 유지하는데 실패했다.

공명당
- 자민당 후보 공동 추천이 아닌 공명당 독자 후보를 공천한 7개 선거구(사이타마, 도쿄, 가나가와, 아이치, 오사카, 효고, 후쿠오카)에서 직전 제24회 통상선거에 이어 모든 후보자가 당선되는 성과를 올렸다. 비례대표에서도 7석을 얻어 총 14석을 획득, 전체 28석으로 공명당 역사상 참의원에서 최다 의석을 확보했다.

### 야당
야권 단일 후보 (무소속 포함)
- 1명을 선출하는 32개 선거구에서 무소속을 포함한 야권 4당 단일 후보는 10승 22패를 기록했다.

구(舊) 민진당 계열 (입헌민주당, 국민민주당)
- 입헌민주당은 지역구에서 9석, 비례대표에서 8석으로 총 17석을 얻었다.
- 국민민주당은 지역구와 비례대표에서 각각 3석을 얻어 총 6석을 얻었다.

입헌, 국민 양당이 얻은 의석을 합하면 총 23석으로, 직전 제24회 통상선거에서 민진당이 획득한 32석을 밑돌았다.
일본공산당
- 지역구 3석, 비례대표 4석으로 총 7석을 획득했다. 시이 가즈오 위원장은 투표 다음날에 열린 기자회견에서, 이번 선거에서 약진한 레이와 신센구미에 "두 당의 방향성이 비슷하니 함께 싸우자"고 호소했다.

사회민주당
- 지역구에서는 전패하였고, 비례대표는 1석을 얻었다. 또한 사민당은 공직선거법이 정하는 정당의 요건 중 하나인 "전국 단위 선거에서의 지역구 또는 비례대표 정당 득표율 2%" 중 정당 득표율 2%를 간신히 넘기면서 정당 지위를 유지하는 데도 성공했다.

일본유신회
- 지지 기반인 간사이 지방에서 오사카 2석, 효고 1석을 획득했고, 도쿄와 가나가와 등 간사이 지방 이외의 선거구에서도 당선자를 내는 등 지역구와 비례대표에서 각각 5석을 획득하여 총 10석을 얻어 개선 대상 의석인 7석을 크게 웃돌았다.

### 기타
올리브 나무
- 의석을 획득하는 데 실패했다.

행복실현당
- 의석을 획득하는 데 실패했다.

노동 해방을 목표로 하는 노동자당
- 의석을 획득하는 데 실패했다.

NHK로부터 국민을 지키는 당
- 비례대표로 다치바나 다카시 대표가 당선되었다. 지역구에서는 전원이 낙선했지만 공직선거법 상 정당 요건이 되는 "전국 단위 선거에서의 지역구 또는 비례대표 정당 득표율 2%" 중 지역구 득표율 2%를 채우면서 정당의 지위를 얻게 되었다.

안락사 제도를 생각하는 모임
- 의석을 획득하는 데 실패했다.

레이와 신센구미
- 지역구에서는 도쿄도 선거구에 1명이 입후보했으나 낙선했다. 비례대표에서는 구속명부에서 2명이 당선되었고, 공직선거법 상 정당 요건이 되는 "전국 단위 선거에서의 지역구 또는 비례대표 정당 득표율 2%" 중 정당 득표율 2% 이상을 획득, 창당 3개월 만에 정당 지위를 얻게 되었다. 당수인 야마모토 다로 대표는 모든 정당의 불구속명부 후보 중 최다 득표를 했지만 당선에는 실패했다. 야마모토 대표는 차기 중의원 선거에 출마할 생각이 있음을 시사했다.[46]

일본무당파당
- 의석을 획득하는 데 실패했다.

### 야당 계열 이외의 무소속
- 의석을 획득하는 데 실패했다.

### 1인 선거구의 결과
이번 선거에서 1명을 선출하는 소선거구의 결과는 전체 32개 선거구 중 자민당 후보가 22곳, 야권 단일 후보가 10곳으로 직전 제24회 통상선거에 이어 자민당의 승리로 끝났다.
- 야권 단일 후보가 승리한 10곳 가운데 오이타현에서는 무소속 신인 후보가 전직 총리 보좌관에 승리하였고, 이와테, 야마가타, 아키타, 미야기, 니가타, 시가현에서도 야권 단일 후보가 자민당 현직 의원에 승리했다.
- 직전 제24회 통상선거에서 자민당이 1승 5패로 크게 고전했던 도호쿠 지방 6개 현에서는 이번 선거에서도 2승 4패로 야권 단일 후보들에 패배하였다.

## 당선자

### 지역구
총 74명을 선출하였다. 2명 이상을 선출하는 중선거구는 13개, 1명을 선출하는 소선거구는 32개이다.
 자유민주당   입헌민주당   국민민주당   공명당   일본공산당   일본유신회   무소속 (야당 계열) 
| 선출 의석 3인 이상 선거구 | 선출 의석 3인 이상 선거구    | 선출 의석 3인 이상 선거구    | 선출 의석 3인 이상 선거구    | 선출 의석 3인 이상 선거구    | 선출 의석 3인 이상 선거구 | 선출 의석 3인 이상 선거구 |
| 선거구                    | 당선자 1                     | 당선자 2                     | 당선자 3                     | 당선자 4                     | 당선자 5                  | 당선자 6                  |
| ------------------------- | ---------------------------- | ---------------------------- | ---------------------------- | ---------------------------- | ------------------------- | ------------------------- |
| 도쿄도                    | 마루카와 다마요 (丸川珠代)   | 야마구치 나쓰오 (山口那津男) | 기라 요시코 (吉良佳子)       | 시오무라 아야카 (塩村文夏)   | 오토키타 슌 (音喜多駿)    | 다케미 게이조 (武見敬三)  |
| 사이타마현                | 후루카와 도시하루 (古川俊治) | 구마가이 히로토 (熊谷裕人)   | 야쿠라 가쓰오 (矢倉克夫)     | 이토 가쿠 (伊藤岳)           |                           |                           |
| 가나가와현                | 시마무라 다이 (島村大)       | 마키야마 히로에 (牧山弘恵)   | 사사키 사야카 (佐々木さやか) | 마쓰자와 시게후미 (松沢成文) |                           |                           |
| 아이치현                  | 사카이 야스유키 (酒井庸行)   | 오쓰카 고헤이 (大塚耕平)     | 다지마 마이코 (田島麻衣子)   | 야스에 노부오 (安江伸夫)     |                           |                           |
| 오사카부                  | 우메무라 미즈호 (梅村みずほ) | 아즈마 도루 (東徹)           | 스기 히사타케 (杉久武)       | 오타 후사에 (太田房江)       |                           |                           |
| 홋카이도                  | 다카하시 하루미 (高橋はるみ) | 가쓰베 겐지 (勝部賢志)       | 이와모토 쓰요히토 (岩本剛人) |                              |                           |                           |
| 지바현                    | 이시이 준이치 (石井準一)     | 나가하마 히로유키 (長浜博行) | 도요다 도시로 (豊田俊郎)     |                              |                           |                           |
| 효고현                    | 시미즈 다카유키 (清水貴之)   | 다카하시 미쓰오 (高橋光男)   | 가다 히로유키 (加田裕之)     |                              |                           |                           |
| 후쿠오카현                | 마쓰야마 마사지 (松山政司)   | 시모노 로쿠타 (下野六太)     | 노다 구니요시 (野田国義)     |                              |                           |                           |

| 선출 의석 2인 선거구 | 선출 의석 2인 선거구     | 선출 의석 2인 선거구         | 선출 의석 2인 선거구 | 선출 의석 2인 선거구     | 선출 의석 2인 선거구     |
| 선거구               | 당선자 1                 | 당선자 2                     | 선거구               | 당선자 1                 | 당선자 2                 |
| -------------------- | ------------------------ | ---------------------------- | -------------------- | ------------------------ | ------------------------ |
| 이바라키현           | 고즈키 료스케 (上月良祐) | 오누마 다쿠미 (小沼巧)       | 시즈오카현           | 마키노 다카오 (牧野京夫) | 신바 가즈야 (榛葉賀津也) |
| 교토부               | 니시다 쇼지 (西田昌司)   | 구라바야시 아키코 (倉林明子) | 히로시마현           | 모리모토 신지 (森本真治) | 가와이 안리 (河井案里)   |

| 선출 의석 1인 선거구 | 선출 의석 1인 선거구       | 선출 의석 1인 선거구 | 선출 의석 1인 선거구         | 선출 의석 1인 선거구 | 선출 의석 1인 선거구         | 선출 의석 1인 선거구 | 선출 의석 1인 선거구       | 선출 의석 1인 선거구 | 선출 의석 1인 선거구         |
| 선거구               | 당선자                     | 선거구               | 당선자                       | 선거구               | 당선자                       | 선거구               | 당선자                     | 선거구               | 당선자                       |
| -------------------- | -------------------------- | -------------------- | ---------------------------- | -------------------- | ---------------------------- | -------------------- | -------------------------- | -------------------- | ---------------------------- |
| 아오모리현           | 다키사와 모토메 (滝沢求)   | 이와테현             | 요코사와 다카노리 (横澤高徳) | 미야기현             | 이시가키 노리코 (石垣のりこ) | 아키타현             | 데라타 시즈카 (寺田静)     | 야마가타현           | 하가 미치야 (芳賀道也)       |
| 후쿠시마현           | 모리 마사코 (森まさこ)     | 도치기현             | 다카하시 가쓰노리 (高橋克法) | 군마현               | 시미즈 마사토 (清水真人)     | 야마나시현           | 모리야 히로시 (森屋宏)     | 니가타현             | 우치코시 사쿠라 (打越さく良) |
| 도야마현             | 도코 시게루 (堂故茂)       | 이시카와현           | 야마다 슈지 (山田修路)       | 후쿠이현             | 다키나미 히로후미 (滝波宏文) | 나가노현             | 하타 유이치로 (羽田雄一郎) | 기후현               | 오노 야스타다 (大野泰正)     |
| 미에현               | 요시카와 유미 (吉川有美)   | 시가현               | 가다 유키코 (嘉田由紀子)     | 나라현               | 호리이 이와오 (堀井巌)       | 와카야마현           | 세코 히로시게 (世耕弘成)   | 돗토리현·시마네현    | 마이타치 쇼지 (舞立昇治)     |
| 오카야마현           | 이시이 마사히로 (石井正弘) | 야마구치현           | 하야시 요시마사 (林芳正)     | 가가와현             | 미야케 신고 (三宅伸吾)       | 에히메현             | 나가에 다카코 (永江孝子)   | 도쿠시마현·고치현    | 다카노 고지로 (高野光二郎)   |
| 사가현               | 야마시타 유헤이 (山下雄平) | 나가사키현           | 고가 유이치로 (古賀友一郎)   | 구마모토현           | 바바 세이시 (馬場成志)       | 오이타현             | 아다치 기요시 (安達澄)     | 미야자키현           | 나가미네 마코토 (長峯誠)     |
| 가고시마현           | 오쓰지 히데히사 (尾辻秀久) | 오키나와현           | 다카라 데쓰미 (高良鉄美)     |                      |                              |                      |                            |                      |                              |

#### 보궐선거
현재 제25회 통상선거에서 선출된 의석에 대한 보궐선거는 치러지지 않았다. 보궐선거가 가능한 최종 시한은 2024년 9월 15일까지이다.

### 비례대표
총 50명을 선출하였다.
 자유민주당   입헌민주당   국민민주당   공명당   일본공산당   일본유신회   사회민주당   레이와 신센구미   NHK로부터 국민을 지키는 당 
| 당선 순위 | 당선자                     | 당선자                     | 당선자                     | 당선자                     | 당선자                   | 당선자                     | 당선자                     | 당선자                         | 당선자                     | 당선자                       |
| --------- | -------------------------- | -------------------------- | -------------------------- | -------------------------- | ------------------------ | -------------------------- | -------------------------- | ------------------------------ | -------------------------- | ---------------------------- |
| 1-10      | 미키 도루 (三木亨)         | 미우라 야스시 (三浦靖)     | 기시 마키코 (岸真紀子)     | 야마모토 가나에 (山本香苗) | 쓰게 요시후미 (柘植芳文) | 스즈키 무네오 (鈴木宗男)   | 고이케 아키라 (小池晃)     | 야마다 다로 (山田太郎)         | 미즈오카 슌이치 (水岡俊一) | 와다 마사무네 (和田政宗)     |
| 11-20     | 다무라 마미 (田村麻美)     | 야마모토 히로시 (山本博司) | 사토 마사히사 (佐藤正久)   | 오자와 마사히토 (小澤雅仁) | 사토 노부아키 (佐藤信秋) | 무로이 구니히코 (室井邦彦) | 후나고 야스히코 (舩後靖彦) | 야마시타 요시키 (山下芳生)     | 하시모토 세이코 (橋本聖子) | 와카마쓰 가네시게 (若松謙維) |
| 21-30     | 요시카와 사오리 (吉川沙織) | 야마다 도시오 (山田俊男)   | 아리무라 하루코 (有村治子) | 이소자키 데쓰지 (磯崎哲史) | 우메무라 사토시 (梅村聡) | 가와노 요시히로 (河野義博) | 미야모토 슈지 (宮本周司)   | 모리야 다카시 (森屋隆)         | 이노우에 사토시 (井上哲士) | 이시다 마사히로 (石田昌宏)   |
| 31-40     | 기타무라 쓰네오 (北村経夫) | 가와다 류헤이 (川田龍平)   | 니즈마 히데키 (新妻秀規)   | 혼다 아키코 (本田顕子)     | 시바타 다쿠미 (柴田巧)   | 에토 세이이치 (衛藤晟一)   | 가미 도모코 (紙智子)       | 하마노 요시후미 (浜野喜史)     | 기무라 에이코 (木村英子)   | 이시카와 다이가 (石川大我)   |
| 41-50     | 하뉴다 다카시 (羽生田俊)   | 히라키 다이사쿠 (平木大作) | 요시다 다다토모 (吉田忠智) | 미야자키 마사오 (宮崎雅夫) | 스도 겐키 (須藤元気)     | 다치바나 다카시 (立花孝志) | 산토 아키코 (山東昭子)     | 야나가세 히로후미 (柳ヶ瀬裕文) | 시오타 히로아키 (塩田博昭) | 아카이케 마사아키 (赤池誠章) |

#### 의석 승계
현재 제25회 통상선거에서 선출된 의석의 승계는 발생하지 않았다.

## 은퇴 및 불출마 의원

### 자유민주당
- 다테 주이치 (홋카이도)[47]
- 요시다 히로미 (나가노현)[48]
- 야쿠시지 미치요 (아이치현)[49][50]
- 야나기모토 다쿠지 (오사카부)
- 이하라 다쿠미 (에히메현)[51]
- 이시이 미도리 (비례대표)[52]
- 나카노 마사시 (비례대표)[53]
- 와타나베 미키 (비례대표)

### 입헌민주당
- 가자마 나오키 (니가타현)[54]
- 아이하라 구미코 (비례대표)[55]
- 가미모토 미에코 (비례대표)[56]

### 일본유신회
- 기마 미쓰오 (비례대표)[57]

### 희망의 당
- 나카야마 교코 (비례대표)[58]

### 공명당
- 우오즈미 유이치로 (비례대표)

### 사회민주당
- 마타이치 세이지 (비례대표)[59]

### 오키나와 사회대중당
- 이토카즈 게이코 (오키나와현)[60]

### 무소속
- 오가와 가쓰야 (홋카이도)[61]
- 고다 구니코 (사이타마현)
- 안토니오 이노키 (비례대표)[각주 16][62]

## 참고
2019년 전기 보궐선거가 실시된 4월 21일로부터 6월 이내까지 사퇴자가 있을 경우 이날 참의원의원 선거와 함께 보궐선거를 실시하도록 규정되어 있었다. 참의원 효고현 선거구는 2018년 12월에 의원 사망으로 인한 결원이 생겼는데, 그 의원이 제25회 참의원의원 선거 개선 대상에 포함됨에 따라 2019년 4월 보궐선거에서는 실시되지 않고 임기 만료일까지 결원으로 남았다. 법적으로는 폐지된 시마네현 선거구는 2019년 5월 의원이 사망하여 결원이 되었으나 보궐선거만은 유지되었는데 보궐선거 실시일이 없어 결원된 채로 선거구가 폐지되었다. 군마현 선거구에서는 야마모토 이치타가 이번 참의원의원 선거와 함께 실시되는 군마현지사 선거에 입후보하기 위해 임기 만료 전에 사임하였다. 이렇게 지역구에서는 임기 만료 직전 기준으로 3명의 결원이 발생했다. 비례대표는 임기 만료까지 2명의 결원이 발생했다.
이번 선거부터 참의원의원 통상선거에 대하여 헤이세이 시대 출생자의 입후보가 가능해지면서 헤이세이 출생 참의원의원이 탄생할 가능성이 있었지만, 실제 헤이세이 출생의 후보자는 입후보하지 않았다. 중의원은 2014년 제47회 중의원의원 총선거부터 헤이세이 출생의 입후보가 가능해져 실제로 출마한 후보자도 있었으나, 당선에는 모두 실패하였다. 따라서 2019년 5월 1일 현재 헤이세이 시대에 태어난 국회의원은 아직 없다.
또한 이 선거는 21세기 출생자가 선거권을 가진 최초의 전국 단위 선거이다(2001년 7월 22일 이전 출생자 대상).
TV 연설 방송을 지금까지는 선거관리위원회가 독점 제작해 왔지만 이번 선거부터는 정당이 추천한 후보에 대하여는 각 정당이 영상을 자체 제작할 수 있도록 하였다.
또한 이 선거는 12년에 한 번 찾아오는 돼지해 선거이기도 하다.
선거 2년 전인 2017년, 전직 스모 선수였던 하루마후지 고헤이의 폭력 사태를 둘러싼 일본 스모 협회와의 갈등으로 2018년 스모계를 은퇴한 고지 다카노하나가 참의원 비례대표 출마로 정계 진출을 노린다는 소문이 돌기도 했으나, 2019년 5월 19일 본인이 직접 출마를 부인하였고, 실제 출마하지 않았다.

## 기타

### 기일전 투표(사전 투표)에서 발생한 문제
나가노현 나가노시에서는 기일전 투표(사전 투표) 때 투표소 관리인의 실수로 참의원의원 선거 비례대표 투표 용지 사이에 그 해 4월에 실시된 나가노 시의회 선거의 투표 용지가 섞여 들어가는 바람에 잘못된 투표 용지가 44명의 투표자에게 전달되는 사건이 벌어졌는데, 이 사실은 개표 과정에서야 드러났다. 잘못된 투표 용지로 투표된 44표는 모두 무효표로 처리되었으며, 개표 과정에서 사실이 드러난 만큼 재투표도 불가능해졌다.
오키나와현 아구니촌에서는 기일전 투표와 부재자 투표 때 58명에게 지역구 투표 용지와 비례대표 투표 용지의 순서를 거꾸로 전달하는 실수도 벌어졌다. 이 때문에 최대 54표가 무효표가 된 것으로 전해졌다. 또한 같은 실수가 효고현 히메지시 (17명), 이시카와현 고마쓰시 (4명), 오이타현 벳푸시 (12명), 니가타현 우오누마시 (1명), 니가타현 쓰바메시 (3명), 효고현 아사고시 (1명), 오사카부 다지리정 (1명), 이바라키현 조소시 (1명)에서도 발생했다.
미에현 이나베시에서는 유권자 1명에게 지역구 투표 용지만 전달하고 비례대표 투표 용지는 전달하지 않은 실수가 있었다는 발표가 있었다. 덧붙여 이 유권자로부터 이의 신청이 있어도, 시 선거관리위원회는 "인물을 특정할 수 없다"며 투표를 받아들일 수 없다는 입장을 보이고 있다. 이와 같은 실수가 효고현 고베시에서 2번, 오카야마현 쇼오정, 도쿠시마현 가이요정에서도 발생했다.
나가사키현 이키시에서는 시내 총 4곳의 투표소의 기일전 투표 시스템이 모두 일시 정지됐다. 이 시스템은 투표의 접수나 선거인 명부 조회를 위한 것으로, 정지된 원인은 불명이다. 약 한 시간 만에 복구하긴 했지만 이 사이에 투표소를 찾은 24명이 투표하지 못하고 돌아가야 했다.
교토부 교탄고시에서는 해당 지역에 거주하지 않아 그 지역에서 선출하는 의원에 대한 투표권이 없는 사람에게 그 사람의 보호자 명의로 해당 지역의 투표 용지를 교부하는 실수가 발생했다. 이 표는 특정할 수가 없기 때문에 골라낼 수도 없어 그대로 유효표로 인정 받을 수 밖에 없게 되었다.
아키타현 유자와시에서는 참의원 선거의 투표소 입장권을 2019년 3월 중 사망한 16명과 시외로 전출하여 유자와시에서 투표할 자격이 없는 119명 등 총 135명에 잘못 송부했다고 발표했다. 시 선관위에 따르면 2019년 4월 초순에 담당 직원이 선거인 명부를 작성할 때 3월 하순부터 4월 초순 사이 약 2주일 분에 대하여 주민 기본 대장을 바탕으로 한 사망자와 시외 전출자에 관한 정보를 담지 않아 선거인 명부에 반영되지 않았던 것이 원인이라고 한다.
후쿠시마현 시라카와시에서는 부재자 투표를 신청한 삿포로시의 한 남성에게 필요한 서류를 보내면서 투표 용지를 넣지 않은 실수가 발생했다. 투표 용지를 재발송하더라도 투개표일 전날인 7월 20일까지 용지를 다시 시라카와시 선관위에 보낼 수 없게 되면서 이 남성은 투표할 수 없게 됐다.
군마현에서는 현내 기일전 투표소에 배포한 참의원 선거 비례대표 후보의 시각 장애인용 점자 명단에서 후보자 1명의 이름을 잘못 표기했다.
아이치현 선거관리위원회는 참의원의원 선거를 앞두고 시각 장애인 유권자를 위해 제작하는 "알림 CD(선거 공보물을 음성화 한 것)"를 잘못하여 지난 2016년 제24회 참의원의원 선거 때 사용한 것을 배포했다고 발표했다. 잘못된 내용의 CD는 아이치현 내에 564장이 배포됐지만 이후 이번 참의원의원 선거에 맞는 CD로 모두 교환하였다.
야마구치현 야마구치시에서는 시외로 전출한 유권자 349명에 참의원의원 선거의 투표를 시내에서 하도록 안내하는 통지표를 보내지 않은 것이 선거 후 뒤늦게 드러났다.
미국 로스앤젤레스 일본 총영사관에서는 재외국민 투표소의 일부 투표 부스에 직전 제24회 참의원의원 선거의 비례대표 후보 명부를 설치하는 실수가 있었다고 외무성이 발표했다. 부스를 찾은 한 투표자의 신고로 잘못된 명단이 철거될 때까지 138명의 유권자가 다녀갔지만 공직선거법 규정에 따라 이들의 재투표는 불가능하다.

### 총리 연설에서 청중 배제 논란
7월 15일, 홋카이도 삿포로시 주오구에서 열린 아베 신조 총리(자유민주당 총재)의 자민당 후보 지원 유세 중에 야유를 보낸 두 명의 시민을 홋카이도 경찰이 팔을 꽉 붙잡는 등의 강압적 방법으로 진압하며 현장에서 끌어냈다. 사건 당시 장면을 촬영한 영상이 SNS 등을 타고 퍼지며 논란이 확산되자, 홋카이도 경찰은 "지지자와의 충돌과 범죄 예방을 위한 조치로 적절한 대응이었다"라고 설명했다. 그러나 전문가들은 "이것은 분명히 경찰의 월권 행위로 허용될 수 있는 범위를 벗어났다"며 홋카이도 경찰의 경비 체제를 비판했다. 한편 홋카이도 경찰은 사건 다음 날인 7월 16일에는 "그들의 행동이 공직선거법이 규정한 선거 방해에 해당될 가능성이 있다"고 말했지만, 7월 18일에는 돌연 "사실 관계를 확인 중"이라며 입장이 바뀌었다. 이에 대해 홋카이도 내 시민단체 및 입헌민주당 홋카이도 연합은 경찰에 재발 방지를 요구했다.
또한 이와 마찬가지로 시가현 오쓰시에서도 아베 총리의 연설에 대해 야유를 보낸 남성을 경비를 위해 배치되어 있던 시가현 경찰이 그 자리에서 끌어내고 에워싸서 움직이지 못하게 하는 상황이 발생했다.

### 부적절한 트윗 게재 문제
주부닛폰 방송의 자회사인 CBC TV의 보도부 공식 트위터에 7월 13일, 참의원의원 선거 비례대표에 출마한 자민당 현직 의원인 와다 마사무네에 대한 폭력 행위를 긍정하는 글이 게시된 것으로 밝혀졌다. CBC에 따르면 와다 후보가 가두 연설 활동 중 받은 폭력과 연설 방해 행위를 용납하는 내용의 트윗이 업로드되어 비난을 받았다. 그러나 해당 트윗은 보도부가 공식 게재한 것도 아니었고, 보도부 공식 트위터에 접속 가능한 보도부원이 올린 흔적도 확인할 수 없었다. 또한 이 트윗은 CBC 집행부가 사실을 확인했을 때는 이미 삭제된 뒤였다. 이에 대해 CBC는 "부적절한 트윗 게재는 당사 보도부 공식 트위터 계정의 관리, 운용의 소홀함이 원인이며, 향후 사내 규칙에 따라 관계자의 처벌을 검토하겠다"고 설명하고 사과했다. 또한 트위터 계정의 비밀번호를 변경하는 등 계정 운용 관리를 재검토함과 동시에 원인을 조사하여 재발 방지를 위해 노력하겠다고 밝혔다.

### 선거 당일 발생한 문제
기후현 나카쓰가와시의 나카쓰가와 북부 체육관 투표소에서 유권자 12명에게 지역구와 비례대표 투표 용지의 순서를 거꾸로 주는 실수가 발생했다. 공직선거법에 따라 이 12명의 투표는 무효가 된다.
미에현 미나미이세정에서도 유권자 한 명에게 지역구와 비례대표 투표 용지의 순서를 거꾸로 주는 실수가 발생했다.
또한 시가현 야스시의 야스시 인권 센터 투표소에서도 유권자 26명에게 지역구와 비례대표 투표 용지의 순서를 거꾸로 주는 실수가 발생했다. 공직선거법에 따라 이 26명의 투표는 무효가 된다.
오사카부 이즈미시에서는 시내 2곳의 투표소에서 투표 종료 후 각각 지역구와 비례대표 투표 용지의 잔량이 1장씩 적게 남은 것이 드러났다. 따라서 투표 용지를 이중 교부했을 가능성이 있다고 시 선관위가 발표했다.
후쿠시마현에서는 3개 시의 투표소에서 투표 용지의 오류가 발생했다. 스카가와시의 고도구 집회소의 투표소에서는 지역구 투표를 마친 유권자 한 명에게 비례대표 용지로 잘못 보고 다시 지역구 투표 용지를 주는 일이 발생했다. 이 표는 비례대표 투표함에 투표되었으며 무효표가 되었다. 또 후쿠시마시의 호라이 학습 센터의 투표소에서는 투표 종료 후 지역구 투표 용지의 잔량이 한 장 부족함에 따라 용지를 이중 교부했을 가능성이 있음을 시 선관위가 발표했다. 이어 시라카와시의 한 투표소에서는 기일전 투표(사전 투표)를 마친 80대 여성에게 선거 당일 지역구 투표 용지를 또 교부하여 이중 투표가 발생한 사실이 밝혀졌다. 이 표는 특정할 수 없기 때문에 그대로 유효표로 인정 받게 되었다. 하지만 투표 도중에 직원이 잘못을 깨달은 덕분에 비례대표에서는 이중 투표가 발생하지 않았다.
효고현 고베시 주오구의 와키하마 회관의 투표소에서는 직원이 선거인 명부 확인을 소홀히 하여 나다구에서 투표해야 할 여성 한 명에게 지역구 투표 용지를 주는 실수가 발생했다. 이렇게 지역구는 주오구의 투표소에서 투표되었지만, 해당 투표소의 비례대표 용지 교부 담당자가 이를 눈치채면서 비례대표는 나다구의 투표소에서 정상적으로 투표되었다. 하지만 주오구나 나다구 모두 고베시 내의 구이기 때문에 개표 시에 모두 같은 개표소로 모여 개표가 진행되므로 큰 문제는 없었다.
미야자키현 미야자키시에서는 혼자 투표소를 찾은 남자가 자신의 투표소 입장권과 함께 아내의 입장권도 가지고 있어 투표소 직원이 아내의 것도 대신 받아주는 것으로 생각하고 투표 용지를 지역구와 비례대표 모두 2장씩 교부했는데, 실제로는 아내가 투표소에 오지 않고 남자 혼자 2장 모두 기입한 뒤 투표함에 넣은 문제가 발생했다. 또한 같은 현 고바야시시에서는 한 유권자에게 지역구 투표 용지를 2장 교부하고 비례대표 투표 용지를 교부하지 않은 실수도 발생했다.

### 선거 후의 표 집계 문제
효고현 아마가사키시에서는 사전에 파악된 시내의 투표자 수보다 지역구에서 20표, 비례대표에서 13표가 많이 나오는 문제가 발생했다. 따라서 7월 22일 0시부터 모든 표를 계수기를 사용하여 다시 세는 등 재개표 작업을 거치면서 개표 결과 확정이 오전 3시 30분까지 늦어지는 사태가 벌어졌다. 문제의 원인은 밝혀지지 않았으며, 투표자 수 집계의 실수도 발견되지 않았기 때문에 선거관리위원회는 표 계산 결과를 맞추기 위해 투표자 수보다 많이 나온 총 33표에 대하여 "보류·기타"로 처리했다.
미야기현 센다이시의 와카바야시구에서는 투표소에서의 각종 오류나 미야기현 선거구에서 아이치 지로에게 투표된 222표를 이시가키 노리코의 표로 집계한 오류를 수정한다는 이유로 개표가 5시간 반 이상 지연되어 7월 22일 오전 7시 무렵에야 개표 결과가 확정되었다. 또 미야기노구, 이즈미구에서는 투표자 수와 투표 총수의 불일치도 있었다. 미야기노구는 투표 총수가 투표자 수에 비해 1표, 이즈미구는 5표가 적게 나오면서 모두 "불명" 처리되었다. 또한 이즈미구에서는 비례대표의 최종 개표 결과를 미야기현 선거관리위원회에 보내지 못한 문제도 발생했다. 개표 작업은 오전 4시 반 무렵에 모두 끝났지만 확정 득표수의 발표는 그보다 약 2시간 반 만인 오전 7시 무렵으로 크게 늦어졌다. 이에 따라 미야기현 선거구는 오전 7시 19분, 비례대표는 오전 7시 20분에 개표 결과가 확정되어 미야기현 선거구는 전체 45개 선거구 중 가장 늦게 결과가 확정되었다.
시즈오카현 후지노미야시 선거관리위원회는 비례대표 개표 작업 도중, 자민당의 야마다 다로의 표를 레이와 신센구미의 야마모토 다로의 표로 잘못 집계한 것이 드러났다. 그 결과 후지노미야시에서 야마다 다로의 득표수는 0이 되었다. 이에 개표 결과를 지켜 본 실제 야마다 다로에 투표한 시민들의 문의가 잇따르자 선관위가 재확인한 결과 야마다에게 투표된 515표가 야마모토의 표로 잘못 집계된 것으로 드러났다. 그러나 문제가 드러난 당일 바로 표수가 수정되어 선거 당락에는 영향을 주지 않았다. 또한 니가타현 조에쓰시에서도 예측과는 다르게 야마다 다로의 득표수가 매우 적고, 야마모토 다로의 득표수가 의외로 많은 점이 지적을 받았지만, 시 선거관리위원회는 "개표소 입회인에게도 확인한 결과 개표 실수는 없었던 것으로 보고 있다"며 집계 과정의 잘못이 없음을 밝혔고, 니가타현 선거관리위원회도 "우선 시의 대처를 지켜보겠다"며 관망의 자세를 보였다.
지바현 선거관리위원회는 4개 시·정에서 개표 결과에 오류가 있었음을 발표했다. 이스미시와 가모가와시에서는 "야마모토"라고만 적힌 표를 동성의 후보자 6명에 안분할 때 실수로 야마모토 다로가 아닌 야마다 다로를 산정 대상에 넣으면서 야마다 다로의 표는 실제보다 약 4표 많아졌고, 야마모토 다로의 표는 약 5표 줄었다. 또 고자키정에서는 "야마모토"표를 안분할 때 기초가 되는 표의 산출 실수가 발생하여 최종 득표수에서도 오류가 발생했다. 도미사토시에서는 다나카 히사야가 받은 25표를 무효표로 처리하는 실수도 있었다. 그러나 4개 시·정의 개표 실수 모두 선거 당락에는 영향을 주지 않았다.
마찬가지로 비례대표에서 이와 같은 "야마모토"표의 실수가 교토부 미야즈시에서도 발생하여 7월 22일 오전 0시 10분에 개표 결과가 발표되었다가 문제가 드러나며 오전 3시 25분에 결과가 정정되기도 했다.
아이치현 이와쿠라시에서는 투표를 하지 않은 유권자를 투표한 것으로 부정하게 처리한 사실이 발각되었다. 이와쿠라시 소노초 투표소에서는 투표 관리자인 남성 직원이 교부기 밖으로 나와 있던 투표 용지 한 장을 발견했는데, 이 직원은 용지가 투표 접수를 마친 유권자에게 전달되지 않은 것으로 판단해 백표(白票)로 투표함에 집어넣었다. 그러나 그 후 실제 투표소에서 투표한 인원보다 투표 용지가 한 장 많게 나온다는 것을 깨달은 이 직원은 자신의 행위가 발각될 것을 우려해 다른 직원에게 지시하여 투표를 하지 않은 유권자 한 명을 투표한 것으로 허위 처리하고 이를 은폐하였다. 그러나 이 직원은 투표 다음 날인 7월 22일 자수하였다.
미에현 마쓰사카시에서는 비례대표 투표자 총수를 실제보다 48명 적게 선관위에 보고한 것, 40표의 무효표를 간과하여 집계하지 않은 점 등 총 2점의 문제가 드러났다. 다만 유효 투표수와 선거 당락에는 영향이 없었다.
오카야마현의 5개 시·구(오카야마시 나카구, 오카야마시 미나미구, 니미시, 미마사카시, 아사쿠치시)에서는 자민당, 노동 해방을 목표로 하는 노동자당, 레이와 신센구미의 비례대표 구속명부의 후보자 5명이 총 63표를 얻었음에도 불구하고 현 선거관리위원회에 0표라는 잘못된 보고를 했다. 하지만 구속명부의 후보자에 투표된 각 표는 후보자가 소속된 정당의 득표로 간주하기 때문에 선거 결과에는 영향이 없었다.

### 여성 당선자 관련
이번 참의원의원 선거는 "정치 분야에서의 남녀 공동 참여 추진법"이 시행된 뒤 처음으로 실시된 전국 단위 선거로, 총 104명의 여성 후보자가 출마했다. 그 중 당선된 사람은 28명(지역구 18명, 비례대표 10명으로 당선자 전체의 22.6%)으로 직전 2016년 제24회 통상선거와 더불어 가장 많았다. 그러나 남성 후보의 당선율은 36.1%인 반면, 여성 후보의 당선율은 26.9%로 직전 참의원의원 선거를 밑돌았다. 일본 정부는 2020년까지 "지도적 지위를 차지하는 여성의 비율"을 30%로 올리는 목표를 내걸고 있어 이번 참의원의원 선거에서 여성 당선자가 이 수치에 다가갈 지가 주목받았지만, 결국 무산됐다.
정당별로는 자민당은 공천한 여성 12명 중 10명이 당선되었다. 공명당은 공천한 2명의 여성 후보가 모두 당선되었다. 19명의 입헌민주당은 6명의 당선자, 10명의 국민민주당은 1명의 당선자, 22명의 일본공산당은 3명의 당선자, 7명의 일본유신회는 1명의 당선자를 냈다. 5명을 공천한 사회민주당은 당선자가 없었다. 또 레이와 신센구미는 비례대표 구속명부에서 여성 1명이 당선되었다. 지역별로는 1명을 선출하는 32개의 1인 선거구에서는 7곳에서 여성이 승리했다. 1인 선거구에서 야권 연대는 15개 선거구에 여성을 공천했고 이 중 5명이 당선되었다. 여야 모두 여성 후보를 공천한 후쿠시마현 선거구에서는 자민당의 현직 의원이 승리했다. 2명 이상을 선출하는 13개의 중선거구에서는 개선 수 6명의 도쿄도 선거구, 개선 수 4명의 가나가와현 선거구, 오사카부 선거구, 개선 수 2명의 교토부 선거구, 히로시마현 선거구에서 당선자의 절반을 여성들이 차지했다. 아키타현 선거구와 에히메현 선거구에서는 1947년 일본국 헌법 시행에 따라 참의원이 생기며 선거구가 신설된 이후 처음으로 여성 참의원의원이 탄생했다.

### 신체 장애를 가진 당선자 관련
이번 참의원의원 선거에서는 지역구인 이와테현 선거구에서 1명(야권 단일 무소속 후보, 당선 후 국민민주당 입당), 비례대표에서 2명(모두 레이와 신센구미 소속)의 장애를 가진 당선자가 탄생했다. 신체 장애를 가진 후보자의 당선은 지난 1977년 제11회 참의원의원 통상선거에서 야시로 에이타(참의원 전국구, 당시 무소속)의 당선 이후로 처음 있는 일이다. 이번에 당선된 레이와 신센구미의 2명은 이동할 때 대형 휠체어와 간병인을 필요로 하는 중증 장애인인데, 이런 후보가 중의원, 참의원 등 국회에 입성한 것은 과거 유례가 없는 일이다. 참의원 사무국은 야시로 에이타가 의원으로 활동하던 무렵에 국회의사당 내에 설치된 장애인 전용 엘리베이터, 화장실 등의 시설들을 활용함과 동시에 당선자의 의견을 들어 참의원 운영위원회에서의 협의를 바탕으로 유연하게 대응해 나가기로 했다.
이후 7월 25일 열린 참의원 운영위원회 이사회에서 국회의 "배리어프리(barrierfree, 장벽 제거)화"를 본격적으로 추진하기로 합의했다. 신체 장애인 후보의 당선에 따라 참의원 본회의장에 필요한 보수 공사를 실시하는 방향으로 합의를 보았다. 참의원 운영위원회는 공사 인부들의 본회의장 출입을 허가하고, 보수 공사는 8월 1일에 소집되는 임시 국회 개원 때까지 끝내겠다고 발표했다. 따라서 7월 28일 오전부터 공사를 시작하였는데, 28일 오전부터 밤늦게까지 참의원 본회의장에서는 대형 휠체어 2대가 자리할 수 있는 공간을 만들기 위해 출입구와 가까운 의원석을 뜯어내고, 의원석 발밑에 있는 15cm 정도 높이의 턱을 없애는 등의 공사를 했다. 총 공사 비용은 약 70만 엔이다. 또 참의원은 본회의장에 전동 휠체어나 의료 기기 등을 위한 전원 공급 장치를 설치하고, 국회의사당 중앙 현관에 경사로를 만드는 등 대응을 서두르고 있다. 참의원 사무국 관계자는 28일 "두 사람은 휠체어를 사용하고 있기 때문에 이번에 그 대응을 새롭게 생각해야 한다"며 "의원은 국민의 대표이므로 국회에서 충분히 활동할 수 있도록 돕겠다. 임시 국회가 시작되는 8월 1일까지 얼마 남지 않았지만 최대한의 대응을 하겠다"고 말했다.
또 7월 30일 열린 참의원 운영위원회 이사회에서는 중증 장애를 가진 레이와 신센구미 소속 2명의 의원에 대해 국회 내에서의 간호 비용(간병 도우미 이용료 등)을 참의원이 부담하기로 했다. 다만, 일부는 소속 정당인 레이와 신센구미 측에서 부담하는 방안도 검토 중이다. 또 이를 계기로 중증 장애인에 대한 직장의 지원에 관해서도 조속한 제도 개선을 정부에 촉구하기로 했다. 현행 규정에서는 "통근, 경제활동에 대한 지원"은 의원 세비 대상에서 제외되어 있다.

### 선거 무효 소송
이번 참의원의원 선거부터 도입된 비례대표의 구속명부제에 대해 변호사 단체가 전국 14개 고등재판소와 고등재판소 지부에 선거 무효 소송을 냈다. 이번 선거에서 레이와 신센구미의 비례대표로 출마한 야마모토 다로가 전체 후보자 중 최다 득표인 992,267표를 얻었음에도 낙선한 반면, 자유민주당의 구속명부에 출마한 미우라 야스시는 전 당선자 중에서 최소 득표인 3,308표를 얻었는데 당선됨으로써 그 표차는 약 300배에 달한다. 이에 대해 변호사 단체는 "민주주의에 반한다"는 입장을 표명했다.

## 같이 보기
- 2019년 군마현지사 선거[121]
- 일본 참의원 의원 목록